# Dime/Tell Me (Remix)
Dime/Tell Me (Remix) è un brano musicale del cantante statunitense hip hop Pitbull. È il terzo singolo tratto dal suo album El Mariel.

## Classifiche
| Classifiche (2006)                    | Posizione più alta |
| ------------------------------------- | ------------------ |
| U.S. Billboard Bubbling Under Hot 100 | 16                 |
| U.S. Billboard Hot Latin Songs        | 5                  |